# Агаджанян Артур Володимирович
Агаджанян Артур Володимирович (вірм. Աղաջանյան Արթուր Վլադիմիրի; 23 жовтня 1957, Ханлар) — вірменський громадський діяч, соціолог, політолог. Кандидат наук.

## Життєпис
У 1975—1979 служба в радянській армії. Ветеран війни в Афганістані.

У 1984 році закінчив Казанський державний університет імені В. І. Ульянова-Леніна.

У 1986 році захистив кандидатську дисертацію за спеціальністю «Соціологія». 

Працював у Вірменському ПО Авіакомплекс, інженер-соціолог, начальник бюро, начальник відділу кадрів і режиму, заступник директора з кадрів і режиму заводу «Мікропроцесор» Вірменського ПО Авіакомплекс, був обраний звільненим головою профспілкової організації Вірменського Виробничого Об'єднання «Авіакомплекс» і членом ЦК профспілки працівників авіаційної промисловості СРСР.

Член Міжнародного союзу журналістів (IFJ). Спілки журналістів Швеції (2008) та Угорщини (2007).

Творець і керівник Міжнародного аналітичного центру «Погляд з Європи» Стокгольм, Швеція та Міжнародного агентства новин ArmNews.Eu Брюссель.

У 2006 році обраний головою правління та президентом міжнародної організації «Kristna mot terrorism» (Християни проти терору) Швеція. 

Артур Агаджанян голова громадської організації смертників «Спарапеті Коч».
 Є одним з активних учасників Карабаського руху. 

З 1989 активно включився у створення добровольчих загонів і оборони прикордонних з Азербайджаном районів Вірменії.
 Брав безпосередню участь у бойових діях на території Нагірного Карабаху. Командував спеціальним взводом добровольчого батальйону смертників «Арців». У подальшому був командиром батальйону особливого призначення (смертників) «Арців» -5.
 У 1992 році командував південним напрямком (фронтом) Лачинського гуманітарного коридору. У 1993 році був призначений на посаду заступника командира 5 мотострілецької контрактної бригади МО РА.
 У 1993 в травні був переведений у новостворене Управління військової політики МО РА і за наказом міністра оборони Вірменії Вазгена Манукяна відбув у тривале відрядження на Північний Кавказ.
 У зв'язку зі скасуванням Управління військової політики був призначений старшим офіцером Управління по роботі з особовим складом МО РА. У 1994 призначений на посаду заступника командира бригади ППО, командир бригади ППО.